# احمدخان علاءالدوله

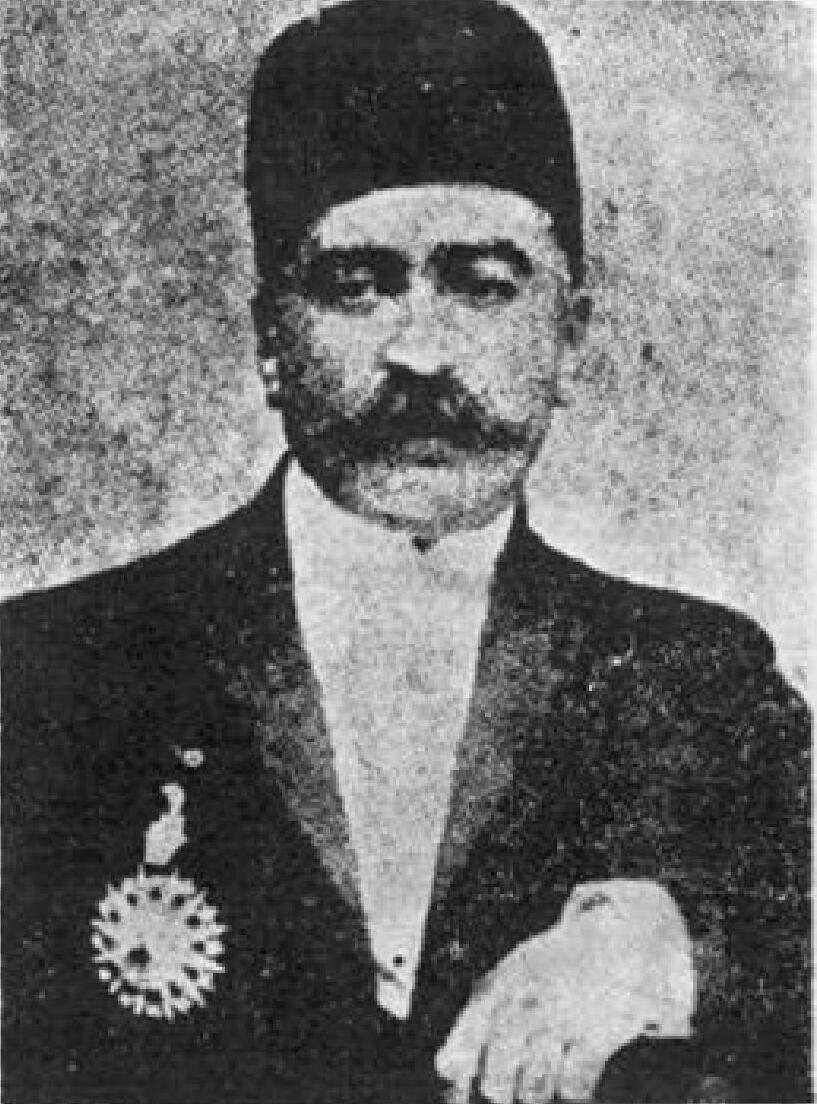
میرزا احمدخان علاءالدوله

میرزا احمد علاءالدوله (۱۲۸۳ – ۱۳۲۹ هجری قمری) پسر بزرگ محمدرحیم خان علاءالدوله، نسقچی مشهور دربار ناصرالدین شاه، و سلطان خانم دختر شاهزاده ملك ايرج ميرزا (پسر فتحعلی‌شاه قاجار) بود. 

## خانواده
وی از طایفه دولو ایل قاجار بود. علاءالدوله صاحب ۹ پسر و ۶ دختر بود. دختران او عبارت بودند از عفّت‌الدوله همسر نصرت‌الله امیراعظم، اشرف‌السلطنه همسر محمد نخجوان، شکوه‌عظمیٰ همسر حسن پیرنیا (مشیرالدوله)، فروغ‌عظمیٰ همسر ابراهیم‌میرزا سالار اعظم پسر کامران میرزا، عشرت‌السلطنه همسر سردار اسعد بختیاری و شمس‌الزمان خانم. از میان پسران او سرتیپ جان‌محمدخان امیرعلائی، فرمانده لشکر شرق در اوایل زمامداری رضا شاه، و امیرحسین‌خان که پس از پدرش ملقب به علاءالدوله شد، از سایرین معروف‌تر بودند.
پدرش در زمان ناصرالدین‌شاه مشاغل متعدد از پیشکاری آذربایجان و همدان تا وزارت دربار را داشته‌است.

## مشاغل
- پیشخدمت مخصوص حضور همایون، ریاست سواران زرین کمر، مهدیه و منصور ۱۲۹۹ ه‍.ق[۳]
- حکمران خوزستان و لرستان[۴] ۱۳۱۴ ه‍.ق
- حکمران گرگان ۱۳۱۷ ه‍.ق
- حکمران مازندران ۱۳۱۹ ه‍.ق
- حکمران کرمانشاه
- حکمران فارس ۱۳۲۰ ه‍.ق [۵]
- حکمران تهران ۱۳۲۲ ه‍.ق
- حکمران فارس برای بار دوم سال ۱۳۲۴ ه‍.ق[۶]
- حکمران فارس (بعد انقلاب مشروطیت) برای بار سوم سال ۱۳۲۷ ه‍.ق [۷]

## زندگی‌نامه
میرزا احمد خان در زمان صدارت عین الدوله در سال ۱۳۲۲ قمری حاکم تهران بود و در پی گرانی قند، به‌فلک‌بستن و چوب‌زدن تجار یکی از بهانه‌های شروع جنبش مشروطیت شد. جایگاه این خانواده در بین مردم مقبول ومطلوب نبود.
بعد از قتل امین السلطان و انتخاب‌شدن برادرش احتشام السلطنه به ریاست مجلس، علاءالدوله به همراه عده‌ای از درباریان از ترس جان، اقدام به تشکیل انجمنی بنام انجمن خدمت کردند و با تشکیل جلساتی، ضمن هواداری از مشروطه، نامه‌ها و عریضه‌هایی به محمدعلی‌شاه نوشته و او را به جانبداری از مجلس و مشروطه فراخواندند. در واقعه کودتای اول محمد‌علی‌شاه (واقعه میدان توپخانه) فرستادن چند سرباز برای محافظت مجلس و مجلسیان توسط علاءالدوله، باعث خشم شاه شده و دستور می‌دهد وی را احضار و پس از توهین زیاد او را فلک کرده و تبعید می‌نماید.
پس از پافشاری مجلس و برگشت او از تبعید، با تشکیل جلسات متعدد با نمایندگان مجلس مخالفت علنی با درباریان می‌نمود. 
در سال ۱۳۲۹ قمری وقتی از وی درخواست پرداخت بدهی‌های مالیاتی نمودند، بنای مخالفت شدید با مورگان شوستر را گذاشت و در جلوی منزلش، با شلیک افرادی که خود را طرفدار مشروطه عنوان می‌کردند کشته شد.

## عمارت علاءالدوله
علاءالدوله نام خیابان فردوسی در تهران قدیم بوده و در گوشه شمال‌غربی میدان توپخانه، دروازه و خیابان علاءالدوله یا باغ ایلخانی قرار داشته‌است. شرایط این خیابان به‌طوری‌که اعتمادالسلطنه می‌نویسد، چنین بود: «کوچه‌باغ ایلخانی بسیار طولانی است. در طرفین کوچه، درخت‌های خوبی کاشته شده و کوچه سنگ‌فرش است. کنار نهرهای دو طرف، همه از سنگ است و شب‌ها با چراغ‌ها و فانوس روشن است. در حاشیه این کوچه، باغات و عمارات عالیه هست. در طرف راست، خانه و باغ و عمارات جناب احمد علاءالدوله وزیر دربار، امین السلطان و جناب ظهیرالدوله است.»
در نقشه عبدالغفّار به سال ۱۳۰۱ هجری قمری، حد فاصل کوچه خندان در خیابان فردوسی (دندانساز سابق) و میدان امام خمینی (توپخانه سابق) نام املاک ورثه مرحوم امیرنظام به چشم می‌خورد. امیرنظام لقب محمدرحیم‌خان قاجار دوللو علاءالدوله است که در آن سال که نقشه عبدالغفار کشیده می‌شود، فوت می‌کند و به همین دلیل ذکر شده‌است «املاک ورثه مرحوم امیرنظام».
محمدرحیم‌خان قاجار دوللو علاءالدوله پس از مرگ برادر بزرگش، حسن خان، که نسقچی‌باش بود، به این سمت دست یافت و در سفرهای پادشاه، مسئول نظم اردوها بود. در سال ۱۲۷۴ هجری قمری جزء نویسندگان وزارت خارجه شد. در سال ۱۲۷۸ به لقب علاءالدوله ملقب شد. در ذی‌حجه ۱۲۸۳ه‌ق که ناصرالدین شاه عازم خراسان بود، محمدرحیم‌خان را به سمت حاکم تهران منصوب کرد و در سال ۱۲۸۴ق ریاست قورخانه به وی محوّل شد.
بر اساس خاطرات احتشام‌السلطنه (پسر علاءالدوله) در سال ۱۲۸۸ه‌ق علاءالدوله از محلّه ارگ و عمارت اجدادی خود به این قسمت نقل‌مکان می‌کند و املاک علاءالدوله در آن زمان از شمال به کوچه نکیسا (شهید شاهچراغی فعلی) حدفاصل فردوسی و لاله زار، از خاور به خیابان لاله زار، از باختر به خیابان فردوسی و از جنوب به میدان سپه (امام خمینی کنونی) را شامل می‌شد که حدود ۵۰ هزار زرع بود. در ابتدا در این محدوده یک بنای مختصر بیشتر وجود نداشت و غالباً سبزی‌کاری و درخت قرار داشت که به مرور زمان علاءالدوله در این مکان ساختمان‌های جدید برای خود و فرزندانش به غیر از حاجب‌الدوله ایجاد می‌کند و کل فرزندان در این محدوده ساکن می‌شوند.
خانه تاریخی علاءالدوله که امروز تبدیل به ۱۷۰۰ متر زمین بایر شده‌است، تنها بخش اندکی از آن ملک تاریخی علاءالدوله است که در حد یک تالار آینه به گواه عکس‌های میراث فرهنگی و شرکت توسعه فضاهای فرهنگی باقیمانده‌است.
نمونه این بنا را تالار آینه‌ خانه نصیرالدوله در محله عودلاجان می‌توان عنوان کرد که در آن بنا نیز یک بنا با متراژ حدود ۸۰ متر قرار دارد. تالار آینه خانه علاءالدوله نیز همانند تالار آینه خانه نصیرالدوله در عودلاجان، متراژی کمتر از ۱۵۰ متر دارد و الباقی زمین که یک هزار و ۵۵۰ متر مربع می‌شود، بایر است.